# Yánnis Yannoúlis
Ioánnis Yannoúlis (en grec : Ιωάννης Γιαννούλης) ou Yánnis Yannoúlis (Γιάννης Γιαννούλης, né le 5 juin 1976 à Toronto, dans la province de l'Ontario au Canada) est un joueur professionnel canado-grec de basket-ball évoluant au poste d'ailier fort ou de pivot.

## Biographie
Yánnis Yannoúlis évolue dans quatre équipes grecques différentes en Euroligue, remportant l'édition 2002 avec le Panathinaïkos.
Cependant, une affaire de dopage vient entacher sa carrière à la fin de la saison 2001-2002. Il est alors exclu de toute compétition européenne durant deux ans. Il rejoint alors la NBA et l'équipe de sa ville natale, les Toronto Raptors avec qui il dispute la pré-saison 2002. Il dispute la saison 2002-2003 avec l'équipe des Huntsville Flight en NBA Development League, devenus aujourd'hui les Thunderbirds d'Albuquerque. Il revient par la suite en Grèce à l'issue de sa suspension. Il ne retrouve cependant pas le même niveau qu'avant sa suspension pour dopage. Néanmoins, Yannoúlis semble revenir en grâce, notamment lors de la saison 2007-2008, avec une 3e place obtenue avec son équipe de Paniónios BC en championnat, se qualifiant ainsi pour l'Euroligue.

## Équipe de Grèce
Avec son équipe nationale, Yannoúlis participe au championnat d'Europe 1997, au championnat d'Europe 1999 et au championnat d'Europe 2001. Depuis sa suspension pour dopage, il n'a jamais été rappelé en équipe nationale grecque.

## Club
- 1992-2001 :  PAOK Salonique
- 2001-2002 :  Panathinaïkos
- 2002-2003 :  Yakima Sun Kings /  Huntsville Flight
- 2003-2004 :  Paniónios BC
- 2004-2005 :  Unicaja Malaga /  BC Kiev
- 2005-2006 :  CDB Seville
- 2006-2007 :  Aris Salonique
- 2007-2009 :  Paniónios BC
- 2009-2010 :  Proteas EKA AEL